# Alexander Otto (Diplomat)
Alexander Otto (* 7. Juni 1924 in Sofia; † 11. Dezember 2017) ist ein ehemaliger österreichischer Diplomat.

## Leben
Alexander Otto wurde als Sohn eines auf dem Balkan tätigen österreichischen Ärzteehepaares geboren. Von 1951 bis 1953 war Otto Botschaftssekretär in Lissabon. Von 1955 und 1958 war Otto Botschaftssekretär in Rio de Janeiro. Am 11. Jänner 1969 wurde er zum Botschafter in Lagos ernannt, wo er vom 30. Jänner 1969 bis 28. Juni 1972 akkreditiert war, ebenfalls war er bei der Regierung in Monrovia akkreditiert. Von 1972 bis 15. Mai 1977 war er Botschafter in Belgrad, wo er am 6. November 1976, bei einer Staatsjagd in Novi Becej, Pierre Sebilleau erschoss.
Von 1977 bis 1980 war er als Botschafter in Santiago de Chile.
1981 leitete er die Abteilung I. 7 Koordination der multilateralen, sozialen und bestimmter anderer Angelegenheiten im Außenministerium am Minoritenplatz. Am 11. März 1982 wurde er zum Botschafter in Harare, ernannt, wo er vom 25. März 1982 bis 29. Juni 1985 akkreditiert war. Von 1985 bis 1988 war er als Botschafter in Lissabon.